# 扬·博赫内克
扬·博赫内克（波蘭語：Jan Bochenek，1931年9月20日—2011年11月2日），波兰男子举重运动员。他曾代表波兰参加1956年和1960年夏季奥林匹克运动会举重比赛，其中1960年奥运会获得一枚铜牌。